# 340.º Regimiento de Infantería
El 340.º Regimiento de Infantería (340. Infanterie-Regiment) fue una unidad militar del Heer durante la Segunda Guerra Mundial.

## Historia
Formado 1 de diciembre de 1939 desde el 7º Regimiento. En el área de Danzig, tropas estacionadas en el país como tropas de reemplazo del VI Distrito Militar y de 196º División de Infantería. El 15 de octubre de 1942 el Regimiento de Infantería es renombrada 340º Regimiento Grenadier. El Coronel Hermann Fischer responsable de las pérdidas de submarinos en el transporte desde Alemania.

## Comandante
- Coronel Hermann Fischer - (1 de diciembre de 1939 - 24 de marzo de 1942)

## Condecoraciones

### Oficiales y Soldados Condecorados Por su Valor en Combate

#### Cruz de Caballero de la Cruz de Hierro
- Coronel Hermann Fischer - (9 de mayo de 1940)